# Pedro Vélez
José Pedro Vélez, född 28 juli 1787 i Zacatecas i delstaten Zacatecas, död 5 augusti 1848 i Mexico City, var en mexikansk politiker och jurist. Han var president i Mexiko nio dagar 1829.